# 陸象先
陸 象先（りく しょうせん、665年 - 736年）は、唐代の官僚・政治家。もとの名は景初。本貫は蘇州呉県。

## 経歴
陸元方の子として生まれた。若くして器量があり、制挙に応じ、揚州参軍に任じられた。任期を満了すると、吏部侍郎の吉頊の推挙により、洛陽県尉に抜擢された。左台監察御史となり、殿中侍御史に転じ、中書侍郎に任じられた。
景雲2年（711年）冬、象先は同中書門下平章事（宰相）・監修国史となった。先だって太平公主が中書侍郎の崔湜を召し出して宰相としようとしたが、崔湜は固辞して象先に譲った。公主が睿宗に言上すると、2人そろって宰相に任じられたのだった。太平公主が政権を握ると、宰相の蕭至忠・岑羲・崔湜らはみな太平公主になびいており、象先だけが孤立していた。先天2年（713年）、蕭至忠らが殺害されると、象先はひとり難を免れた。保護の功により兗国公に封じられ、銀青光禄大夫の位を加えられた。蕭至忠らの残党で、象先が玄宗に密奏したため命を救われた者は多かったが、当時には知る者もなかった。
この年、象先は益州大都督府長史として出向し、剣南道按察使をつとめた。官にあっては寛大で慈悲深い統治につとめた。河中尹に転出した。開元6年（718年）、河中府が廃止され、蒲州にもどされると、象先は蒲州刺史となり、河東道按察使をつとめた。入朝して太子詹事となり、工部尚書に転じた。開元10年（722年）冬、知吏部選事となり、さらに刑部尚書を加えられた。継母が死去したため、象先は辞職して喪に服した。開元13年（725年）、同州刺史として復帰した。ほどなく太子少保に転じた。開元24年（736年）、死去した。享年は72。尚書左丞相の位を追贈された。諡は文貞といった。

## 伝記資料
- 『旧唐書』巻88 列伝第38
- 『新唐書』巻116 列伝第41